# Ladona julia
Ladona julia is een libellensoort uit de familie van de korenbouten (Libellulidae), onderorde echte libellen (Anisoptera).
De wetenschappelijke naam Ladona julia is voor het eerst geldig gepubliceerd in 1857 door Uhler.